# سد وادي زارت
- سد وادي زارت

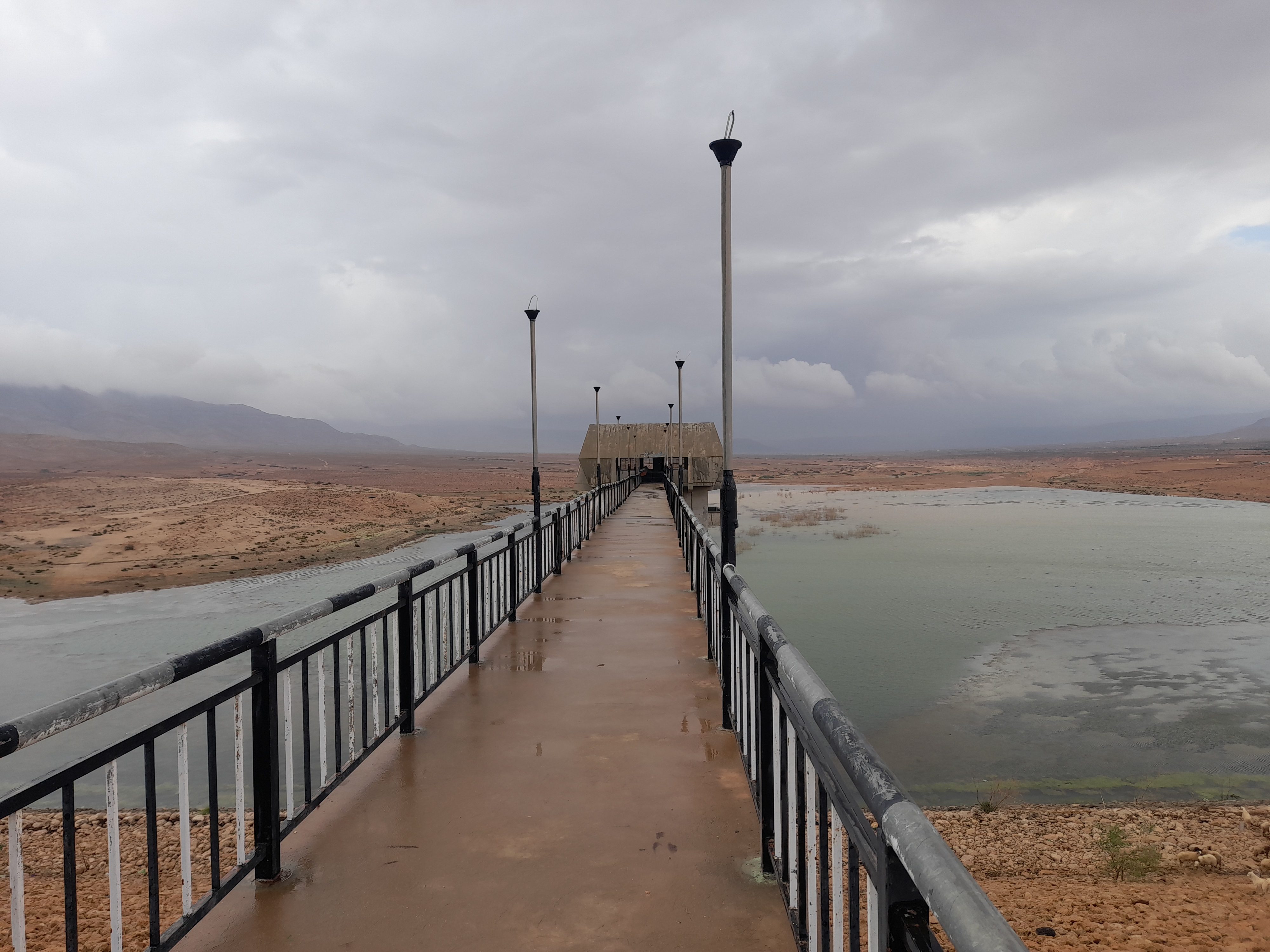

يعتبر سد وادي زارت من أحد أهم السدود المستخدمة في حجز المياه الجوفية في المنطقة الغربية بـليبيا.
يقع في غرب مدينة غريان بمسافة 22 كم تقريبا وشرق مدينة ككلة بمسافة 15 كم تقريبا وعلى ارتفاع 425 متر فوق مستوى سطح البحر, ثم بناءه لحجز كمية من المياه تقدر بجوالي 8.6 مليون متر مكعب بسعة تخزينية سنوية تصل الى 4.5 مليون متر مكعب للاستفادة منه في تغذية الخزان الجوفي للمنطقة والري التكميلي لمشروع وادي الحي.